# Großoffizier (Ordenskunde)

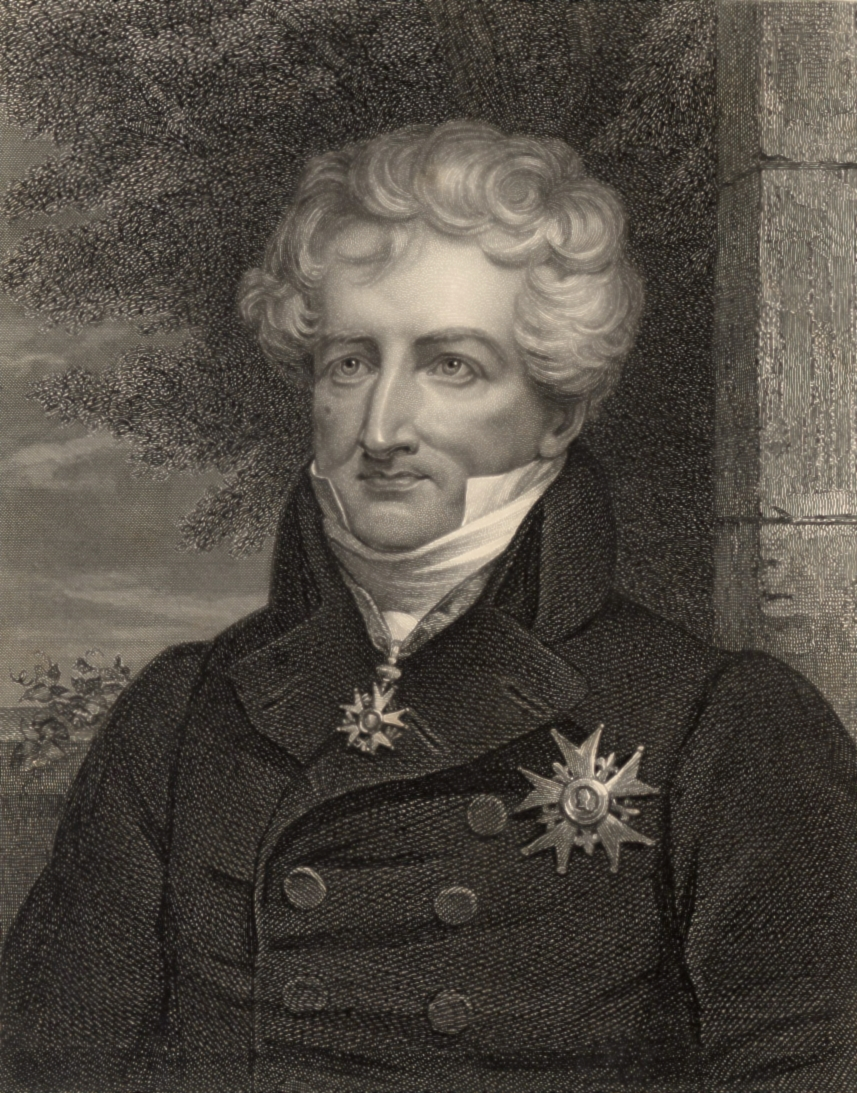
Baron Georges de Cuvier mit Halsdekoration und Bruststern eines Großoffiziers der Ehrenlegion

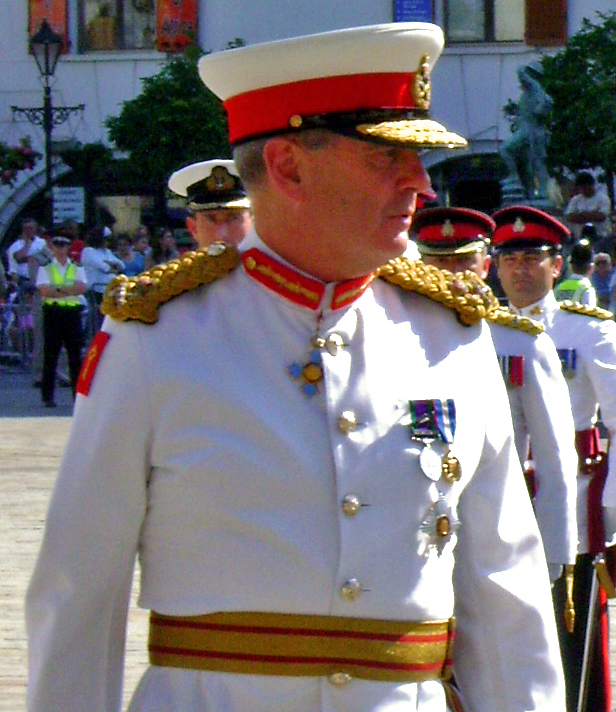
Robert Fulton als Knight Commander des Order of the British Empire

Der Begriff Großoffizier (auch Großkomtur, Komtur I. Klasse, Komtur mit Stern, im Englischen häufig Knight Commander/Dame Commander) bezeichnet in der Phaleristik die zweithöchste Stufe eines in fünf Stufen eingeteilten Ritter- oder Verdienstordens.
Hat der Orden mehr als fünf Stufen oder hat er eine geistliche Historie, so rangiert ein Großkomtur (Halsdekoration mit Stern) über einem Großoffizier (Brustdekoration mit Stern).

## Entwicklung
Der Orden vom Heiligen Geist kannte vier commandeurs-officiers: chancelier et garde des sceaux (Kanzler und Siegelbewahrer), prévôt et maître des cérémonies (Propst und Zeremonienmeister), grand trésorier (Großschatzmeister) und greffier (Schreiber). Deren Inhaber waren gleichzeitig auch Grand officiers (Großoffiziere) des Ordre de Saint-Michel. Dies waren jedoch Ämter und keine Ordensstufen im heutigen Sinne (→ Offizier (Ordenskunde)).
In den mittelalterlichen Ritterorden war der Großkomtur das zweithöchste Amt nach dem Großmeister (→ Großkomtur des Malteserordens; Großkomtur des Deutschen Ordens).
In der 1802 in Frankreich von Napoléon Bonaparte gestifteten Ehrenlegion (Légion d’honneur) war der Grand Officier ursprünglich als Dignität für die Leitung einer Cohorte (Ordensprovinz) vorgesehen. Nach 1816 war er die Stufe unter dem Großkreuz.
Nach diesem Vorbild wurden in anderen Orden ab der Mitte des 19. Jahrhunderts die Klasse der Komture geteilt, die höhere erhielt einen Bruststern (daher auch Bezeichnungen wie Komtur mit Stern, in deutschen Klassenorden Ritter II. Klasse mit Stern). Nach dem Vorbild der Ehrenlegion wurden diese neu geschaffenen Klassen zusammenfassend als Großoffizier bezeichnet.
Im System des Verdienstordens der Bundesrepublik Deutschland entspricht der Großoffizier dem Großen Verdienstkreuz mit Stern, während das Große Verdienstkreuz mit Stern und Schulterband dem Großkomtur entspricht; in Österreich dem Großen Ehrenzeichen mit dem Stern für Verdienste um die Republik Österreich.

## Trageweise
In den meisten Orden tragen Großoffiziere das Komturkreuz an einem Band um den Hals, wobei das Insigne in der Mitte der Brust hängt. Die Großoffiziere der Ehrenlegion tragen dagegen das Offizierskreuz an der linken Brust. Zur Dekoration gehört immer ein Bruststern, ähnlich oder identisch mit dem zum Großkreuz.
In Dekoration und Stellung ähnelt der Großoffizier dem Ritter II. Klasse der bereits im 18. Jahrhundert gestifteten, vierstufigen russischen Orden des Heiligen Georg und des Heiligen Wladimir. Rittern I. und II. Klasse wurden Großkreuz und Bruststern verliehen, Erstere trugen das Großkreuz an einer Schärpe, Letztere um den Hals.